# Bellerofonte
Bellerofonte (in greco antico: Βελλεροφῶν?, Bellerophṑn o Βελλεροφόντης, Bellerophóntēs; Bellerofonte, letteralmente "uccisore di Bellero", era il soprannome che gli fu dato dopo che uccise Bellero, re di Corinto), o Ipponoo, è un personaggio della mitologia greca, un eroe la cui impresa più grande fu quella di uccidere la Chimera, un mostro che Omero descrisse con la testa di un leone, il corpo di una capra e la coda di serpente.
Esiodo ed altri autori tragici hanno immaginato che l'eroe fosse seduto a cavallo di Pegaso, ma nell'Iliade di Omero (libro VI) viene raffigurato senza il celebre cavallo alato. Pindaro, nelle Olimpiche (la versione più nota), lo affianca nuovamente a Pegaso, assegnando a taluni personaggi nome diverso rispetto alle versioni dei suoi contemporanei.

## Genealogia
Figlio di Poseidone e di Eurimede sposò Filonoe (figlia di Iobate), e fu padre di Laodamia, Ippoloco e Isandro. Secondo l'Iliade invece è nipote di Sisifo, figlio di Eolo. 

## Mitologia

### Origini
A seconda delle versioni, Bellerofonte era uno dei discendenti della famiglia reale che a quell'epoca dominava Efira, l'odierna città di Corinto.
In realtà il nome con cui fu chiamato alla nascita era Ipponoo, ma egli non poté conservarlo a lungo a causa del crimine che avrebbe commesso di lì a pochi anni.
(Omero, Iliade, libro VI, versi 153-155; traduzione di Rosa Calzecchi Onesti)
Il nome di suo padre, secondo la versione più comune ed accettata, e anche quella riferita da Omero, è Glauco, il figlio di Sisifo, il quale aveva ricevuto alla morte dal padre il potere sulla città. Infatti Sisifo, il quale fu non solo il primo re di Corinto ma anche il suo fondatore, era stato punito dalle divinità a causa del suo comportamento di sfida e privo di timore degli dei.
Sua madre si chiamava invece Eurimede (o Eurinome, a seconda delle leggende), e passava per essere la figlia del re di Megara, Niso, il re al quale Atena aveva conferito tutta la sua arte, lo spirito e la saggezza.
Diversa è l'ipotesi che dà invece Igino nelle sue Fabulae; egli infatti aggiunge nell'elenco dei figli di Poseidone anche il nome dell'eroe Bellerofonte, che il dio avrebbe avuto dalla stessa Eurinome, moglie di Glauco e figlia di Niso.
(Pseudo-Igino, Favola, 157)
La stessa genealogia è riportata da Esiodo in suo frammento sui Cataloghi delle Donne: secondo il poeta greco il dio del mare giacque con la fanciulla nella casa del figlio di Sisifo, e qui la rese incinta dell'eroe.
(Esiodo, Cataloghi delle donne, frammento 7 (da Berlino papiri, n. 7497); traduzione di Hugh Gerard Evelyn-White)

### L'esilio
Bellerofonte di Corinto, resosi colpevole dell'involontario omicidio del re di Corinto Bellero o, secondo Apollodoro (crf. Biblioteca II, 2-3), del proprio fratello Deliade (o secondo alcuni Pirene o Alcimene), giunse ospite presso Preto, re di Tirinto, in grado di purificare le anime. Stenebea, moglie di Preto, si invaghì di lui, venendo però rifiutata.
Assetata di vendetta, la donna istigò il marito ad uccidere Bellerofonte, raccontandogli di essere stata sedotta da costui. Le leggi greche dell'ospitalità (la Xenia) impedivano però l'uccisione di un commensale; pertanto Preto inviò Bellerofonte da Iobate, re di Licia e padre di Stenebea, con la scusa di consegnargli una lettera che ne richiedeva, in realtà, l'uccisione. Anche Iobate però ospitò Bellerofonte, e per le solite leggi, non se la sentì di assassinarlo direttamente richiedendo, invece, al giovane di uccidere la Chimera, un mostro che sputava fiamme, con la testa di leone, il corpo di caprone e la coda di serpente.

### La cattura di Pegaso
Polido disse a Bellerofonte che avrebbe avuto bisogno di Pegaso. Per ottenere i servizi del cavallo alato selvatico, Polido suggerì a Bellerofonte di dormire presso il tempio di Atena. Mentre Bellerofonte dormiva, sognò che Atena metteva una briglia d'oro accanto a lui, dicendo: «Dormi, principe della casa di Aiolo? Vieni, prendi questo incantesimo per il destriero e mostralo al Domatore tuo padre e come sacrificio ponigli un toro bianco». Quando si svegliò trovò effettivamente la briglia d'oro. Per catturare Pegaso, Bellerofonte avrebbe dovuto avvicinarglisi mentre beveva da una fonte; Polido gli indicò la fonte: quella di Pirene nella cittadella di Corinto, la città di nascita di Bellerofonte.
Altri racconti tramandano che Atena portò Pegaso già domato e imbrigliato, o che fu Poseidone, domatore di cavalli e segretamente padre di Bellerofonte, a consegnare Pegaso, come affermava Pausania.

### L'uccisione della Chimera
L'eroe per sconfiggere la chimera escogitò uno stratagemma: posizionò sulla punta di una lunga lancia una sfera in metallo, poi si avvicinò al mostro, e quando quest'ultimo aprì la bocca per sputare fuoco, Bellerofonte scagliò nella sua gola la sfera, che si fuse per via del calore, ustionando dall'interno la chimera, uccidendola. Lobate tentò nuovamente di mantenere la richiesta della missiva e chiese a Bellerofonte di combattere contro i Solimi e le alleate Amazzoni. Per mezzo di Pegaso, l'eroe mise in fuga i nemici lanciando loro dei sassi.
Bellerofonte tornò da Iobate che, con ammirazione, gli mostrò il messaggio di Preto. Bellerofonte raccontò al re la verità. Il licio gli diede in sposa l'altra figlia, Filinoe, e divenne erede al trono. L'orgoglio si impossessò di Bellerofonte: il forte desiderio di raggiungere l'Olimpo portò l'eroe ad essere disarcionato da Pegaso. Gli dei infatti, infastiditi dalla sua vanità, mandarono un tafano a mordere Pegaso. Bellerofonte sopravvisse alla grave caduta, ma rimase solo e infermo fino alla morte.

## Progenie di Bellerofonte
Dei suoi figli, Isandro morì giovanissimo, Laodamia divenne madre di Sarpedonte e Ippoloco fu padre di Glauco.